# 브라이언 조시

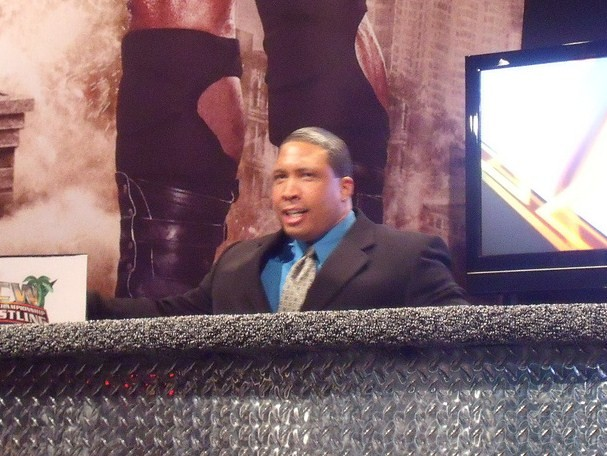
브라이언 조시

브라이언 조시(Brian Jossie 1977년 7월 4일 ~ )는 링네임은 아브라함 워싱턴(Abraham Washington)이라고 부른다. 본명은 브라이언 바리 조시(Brian Bary Jossie)다. 미국의 남자 프로레슬링선수다. 처음에는 2012년 4월 2일 wwe raw에서 등장을 하면서 에피코, 에디 콜론, 로자 맨데스하고 붙어 다니다가 노 웨이 아웃 2012중에서 배신을 하고 대런 영, 타이터스 오닐를 같이 붙어 다니다가 끝내 2012년 8월 10일 WWE를 방출을 당하고 만다. 키는 187cm 몸무게는 100kg이다. 피니쉬는 다 비즈니스(커트쓰로스 행맨즈 넥브레이커)로 사용을 한다.